# Truschky
Truschky (ukrainisch Трушки, russisch Трушки Truschki) ist ein Dorf in der ukrainischen Oblast Kiew mit etwa 2490 Einwohnern.
Das im Jahr 1700 erstmals erwähnte Dorf liegt am Ufer der Rostawyzja, einem 116 km langen Nebenfluss des Ros 18 km südwestlich vom Rajonzentrum Bila Zerkwa und etwa 100 km südwestlich vom Stadtzentrum Kiews. Durch das Dorf verläuft die Territorialstraße T–10–13.
Am 2. August 2017 wurde das Dorf ein Teil der neugegründeten Landgemeinde Fursy, bis dahin bildete es die gleichnamige Landratsgemeinde Truschky (Трушківська сільська рада/Truschkiwska silska rada) im Westen des Rajons Bila Zerkwa.

## Persönlichkeiten
Im Dorf kam im Jahr 1900 der ukrainische Pädagoge, Professor und Hochschulleiter Mykyta Hryschtschenko (ukrainisch Микита Минович Грищенко) zur Welt.